# Itchycoo Park
Itchycoo Park är en låt skriven av Steve Marriott och Ronnie Lane och lanserad som vinylsingel av deras grupp Small Faces 1967. I Europa släpptes låten ursprungligen endast på singel, men i USA lanserades den även på album. Den tillhör gruppens kändaste låtar och i USA blev det gruppens enda stora singelframgång. Låten släpptes på nytt på singel 1975 och blev då åter en hit i Storbritannien då den nådde #9 på singellistan i december.
Låten är bearbetad i studio med hjälp av en flangereffekt som förekommer i bryggorna efter varje vers. Man fick fram effekten genom att spela upp samma ljud från två band, där ett hade variabel fördröjning, blanda signalen och spela in den på ett tredje masterband.
Den spelas i filmen The Men Who Stare at Goats och parken benämns i låten "The Beautiful People Are Ugly Too" (eller "The Fulham Connection") av The Clash.

## Listplaceringar
| Lista (1967-1968) | Position               |
| ----------------- | ---------------------- |
| Australien        | 2 (Go Set)             |
| Finland           | 38                     |
| Frankrike         | 24                     |
| Kanada            | 1 (RPM)                |
| Nederländerna     | 3                      |
| Norge             | 4 (VG-lista)           |
| Nya Zeeland       | 1 (NZ Listner)         |
| Storbritannien    | 3                      |
| USA               | 16 (Billboard Hot 100) |
| Västtyskland      | 17                     |